# رابرت روزول پالمر

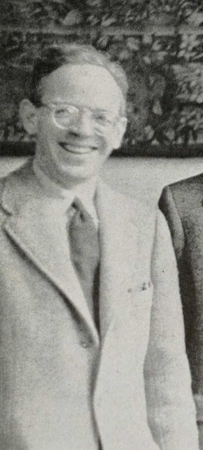
رابرت روزول پالمر

رابرت روزول پالمر (به انگلیسی: Robert Roswell Palmer) (۱۹۰۹-۲۰۰۲) استاد دانشگاه و مورخ آمریکایی . او تحقیقات زیادی را در مورد تاریخ قرن هجدهم فرانسه انجام داد . وی در سال ۱۹۶۰، به دلیل فعالیت‌های فراوانش در زمینه تاریخ، جایزه بنکرافت را بدست آورد و در سال ۱۹۹۰ آکادمی ملی رم، جایزه آنتونینو فلترینلی را به او اهدا نمود . مهم‌ترین اثر وی تاریخ جهان نو در دو جلد می‌باشد .

## زندگی وی
دکتر پالمر در سال ۱۹۰۹ در شیکاگو به دنیا آمد . خانواده‌اش او را به مدرسه شبانه روزی فرستادند و در آنجا زبان لاتین را نیز آموخت . وی در دانشگاه در رشتهٔ تاریخ اروپا مشغول به تحصیل شد و در سن ۲۵ سالگی به درجه دکترا رسید . او در سال ۱۹۳۶، مشغول به تدریس در دانشگاه پرینستون شد . در سال ۱۹۵۰، نوشتن کتاب تاریخ جهان نو را آغاز کرد . او در سال ۱۹۶۰ به رئاست مرکز تحقیقات تاریخ فرانسه منسوب گردید و در سال ۱۹۷۰ به مقام رئیس مرکز تحقیقات تاریخ آمریکا رسید . دکتر پالمر به دلیل محدودیتهایی که در دانشگاه میشیگان و واشینگتن برایش ایجاد کردند در سال ۱۹۷۷ از سمتهای خود در این دو دانشگاه کناره گیری کرد . او در سال ۱۹۴۲ ازدواج کرد و صاحب سه فرزند شد . پسر او در آمریکا استاد تاریخ است .